# Parc dendrologique d'Adler
Le parc dendrologique des plantes de cultures méridionales (en russe : Дендрологический парк «Ю́жные культу́ры») est un jardin botanique et un arboretum de la ville d'Adler dépendant du grand Sotchi en Russie, créé en 1910 par Arnold Regel dans le parc de la villa Sloutchaïnoïe (ce qui signifie en russe villa du Hasard). Son adresse est au 13, Nagorny toupik, Adler, 34352 Sotchi, région de Krasnodar, fédération de Russie.

## Historique et description

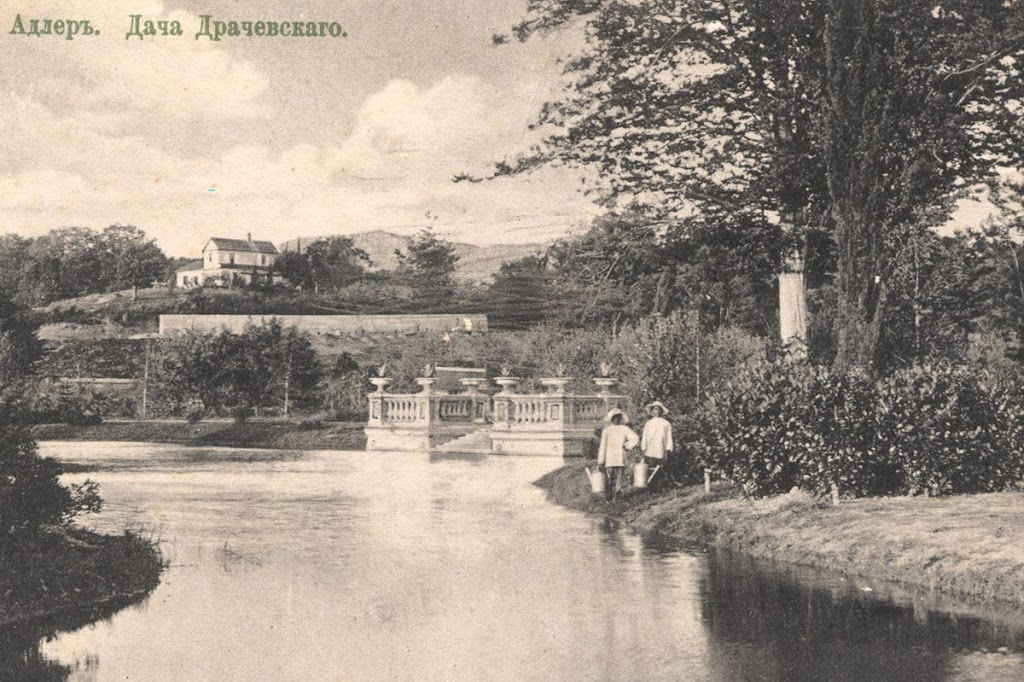
Le parc au début.

Le parc a été conçu de 1910 à 1911 pour la villa du général Dratchevski se trouvant sur les collines dominant la Mzymta à trois kilomètres de la localité balnéaire d'Adler au bord de la mer Noire qui bénéficie du climat subtropical de la région. Le parc faisait à l'époque onze hectares. Regel conçoit un parc paysager avec des éléments réguliers comme de grands parterres dans la partie méridionale du parc, caractéristiques du goût de la fin du XIXe siècle et du début du XXe siècle. Ces éléments se trouvent loin de la maison et constituent le centre architecturé du jardin qui est parcouru d'allées et de sentiers. Une grande allée droite traverse la partie supérieure du parc le partageant ainsi en deux, tandis qu'un escalier mène à la partie inférieure, agrémentée de bassins, où une route mène à la mer.
De petites allées latérales divisent le parc en différents jardins avec des plantes horticoles et des arbres variés. On y trouve des pins, des cèdres, des sapins, des cyprès, des Cryptomeria japonica, etc. ainsi que des magnolias, des rhododendrons, des camphriers, des lauriers, des platanes, etc. Des espaces ouverts permettent aussi de mettre en valeur des arbres ou buissons plantés isolément, comme des sapins bleus, des sapins du Mexique, des cèdres de l'Atlas, des cyprès de Lawson, des faux-cyprès, des camélias, etc. On remarque également des plantations de palmiers, de bambous et d'herbes de la pampa qui achèvent de donner une touche exotique au parc.
Des allées sont bordées de cèdres de l'Himalaya, de tulipiers. À l'est de l'allée principale, un étang artificiel est parcouru de petits ponts et d'îlots. Le deuxième étang qui se trouve à droite de l'allée principale se déverse dans une petite rivière qui traverse le parc. Cet étang est bordé de pelouses avec des plates-bandes de fleurs dessinées dans le style baroque. Regel s'est fait aider d'un jardinier principal du nom de Skryvamek, originaire de Sotchi et exploitant agricole.
Le parc a été nationalisé en 1920 et est devenu le sovkhoze de Sloutchaïnoïe. Il a pris son nom officiel actuel en 1929. Le professeur Artsybachev fait installer des plantes horticoles originaires d'orient, entre 1936 et 1939, le parc devenant ainsi à l'époque de l'URSS l'un des plus importants de plantes exotiques de l'Union, avec notamment des rhododendrons hybrides et des plantes japonaises.

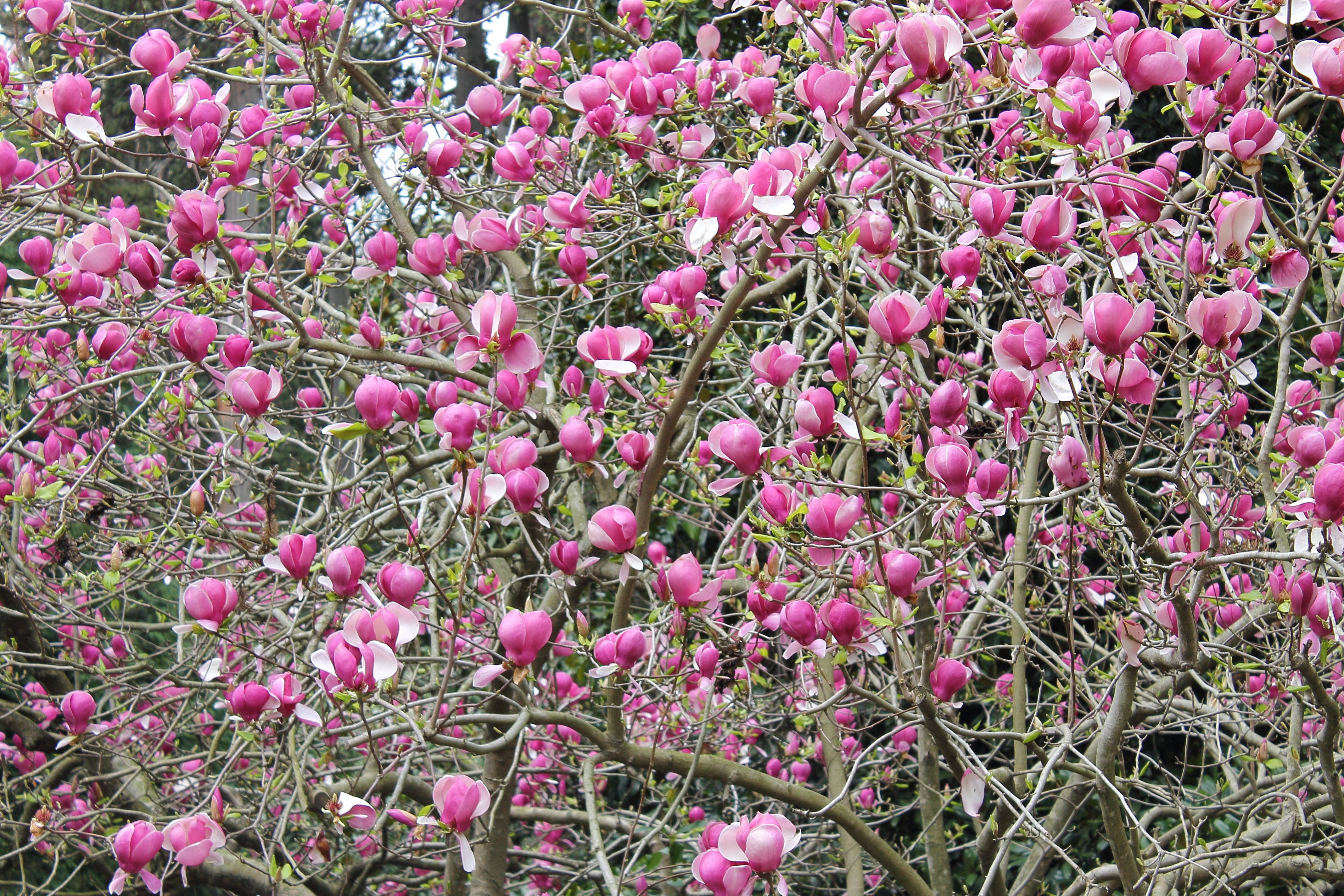
Un magnolia de Chine en fleurs au mois de mars.

Le parc est encore réaménagé dans les années 1950, avec notamment une allée d'eucalyptus. Il souffre ensuite des conditions climatiques des années 1980 (tornades) et de l'effondrement de l'URSS qui aboutit à la mort de nombreux spécimens et à la perte des compositions des jardins par manque de moyens.

Bassin installé en 2016.

C'est en 2008 que débute une restauration complète du parc - dans l'esprit de Regel - qui dure un an et demi. De grands arbres sont plantés (deux cents magnolias, pins et cyprès, etc), ainsi que des lauriers-roses, des callistemons, plus de 560 rosiers, près de 800 plantes de serres, etc.

## Source
- (ru) Cet article est partiellement ou en totalité issu de l’article de Wikipédia en russe intitulé « Парк «Южные культуры» » (voir la liste des auteurs).